# Салменица
́
Са́лменица (карел. Salmennišku) — деревня в Пряжинском районе Карелии, входит в Эссойльское сельское поселение.

## Название
карел. Salmi — пролив, карел. salmennišku — начало пролива.

## Общие сведения
Расположена в северной части этнического ареала карел-ливвиков, в 17 км от посёлка Эссойла, на юго-восточном побережье озера Шотозеро.
Южная граница деревни — гора Шо́тгора (карел. Ṡotmägi), максимальная высота над уровнем моря достигает 154,6 м. Сложена осадочными породами кембрийского периода и ледниковыми отложениями.

## Население
| 1905 | 2002 | 2010 | 2013 |
| ---- | ---- | ---- | ---- |
| 134  | ↘3   | →3   | →3   |

## История
На территории деревни располагается археологический памятник — раскоп стоянки первобытных людей, датируемый IV—II веками до нашей эры.
Деревня упоминается в писцовой книге Заонежских погостов, составленной в 1628—1629 годы новгородскими чиновниками писцом Никитой Паниным и подьячим Семёном Копыловым с целью определения размеров податей для местного населения в казну. Салменицкий погост входил в состав Обонежской пятины Новгородской феодальной республики.
В дальнейшем, при образовании Олонецкой губернии, деревня вошла в состав Салменижского общества Петрозаводского уезда.
В XIX веке в деревне открылось одноклассное сельское училище.
В северо-восточной части деревни, на мысу у истока реки Шуи из озера Шотозера, стояла церковь Пророка Ильи. 8 апреля 1934 года постановлением Карельского ЦИК церковь была закрыта.
В годы советско-финской войны (1941—1944) деревня была оккупирована финскими войсками, в ней был размещён концентрационный лагерь советских военнопленных. В апреле 1942 года лагерь был переведён под Петрозаводск в Томицы.
В настоящее время деревня представляет собою дачный посёлок — около двухсот участков.

## Известные уроженцы
- Савельев, Пётр Ефимович (1902—1969) — заслуженный учитель школы Карело-Финской ССР, ректор Карельского государственного педагогического института.